# Feststellungsinteresse
Im deutschen Rechtswesen spricht man von Feststellungsinteresse insbesondere beim verwaltungsprozessualen Feststellungsinteresse, § 43 Abs. 1 VwGO:
Jedes rechtliche, wirtschaftliche oder ideelle Interesse, welches die Prozessökonomie von einem Kläger im Rahmen einer Feststellungsklage (§ 43 VwGO) verlangt mit dem Ziel, Popularklagen auszuschließen.
Die Anforderungen an das Feststellungsinteresse sind nicht hoch, da es dem Kläger regelmäßig gelingen wird, in seinem substantiierten Sachvortrag sein rechtliches Interesse an der gerichtlichen Feststellung darzulegen.
Für „Vorbeugende Feststellungsklagen“ wird ein qualifiziertes Feststellungsinteresse gefordert, mit welchem der Kläger substantiiert darlegen muss, warum er eine vorbeugende Entscheidung des Gerichtes erreichen will. Der Grund dafür ist in der auf repressiven Rechtsschutz ausgerichteten Verwaltungsgerichtsordnung zu sehen.
Für Feststellungsklagen, die einen erledigten Verwaltungsakt zum Gegenstand haben, ist ein besonderes Feststellungsinteresse dergestalt zu fordern, dass der erledigte Verwaltungsakt noch fortwirken muss, insbesondere in Form einer konkreten Wiederholungsgefahr oder eines Rehabilitierungsinteresses des Klägers. Der Grund für die insofern erhöhten Anforderungen liegt darin, dass die Garantie effektiven Rechtsschutzes nach Art. 19 Abs. 4 GG nicht die Klärung abstrakter Rechtsfragen ermöglichen will.